# Fabio Paratici
Fabio Paratici (né le 13 juillet 1972 à Borgonovo Val Tidone en Émilie-Romagne), est un footballeur italien.

## Biographie

### Après-carrière
Après sa carrière de joueur, il entame une carrière de dirigeant sportif. Il devient le coordinateur du club de l'UC Sampdoria en 2004, travaillant comme bras droit de l'administrateur délégué du club ligure Giuseppe Marotta.
En juin 2010, il suit Giuseppe "Beppe" Marotta et devient le nouveau coordinateur de l'ère technique de la Juventus. Il reçoit un Globe Soccer Awards en janvier 2019, dans la catégorie « meilleur directeur sportif ».
Il rejoint le Tottenham Hotspur le 12 juin 2021 en tant que « directeur du football ».
Le 29 mars 2023, la FIFA le suspend pour son implication dans les transferts frauduleux de la Juventus FC. Quelques jours plus tard, soit le 21 avril 2023, il démissionne de son poste de directeur général.